# Ramon Faura i Coll
|  | «Ramon Faura» redirigeix aquí. Si cerqueu l'activista nord-català, vegeu «Ramon Faura i Labat». |

Ramon Faura i Coll és un músic, escriptor, doctor arquitecte i professor català.

## Trajectòria
Com a músic, ha format part de diversos grups com Los Interrogantes (1986-1991), The Blue Tibidabo Hill Company (1991-1993), Azucarillo Kings (1996-2001) i Le Petit Ramon, des de 2002, amb el qual va publicar sis discos.
És professor d'Arquitectura i disseny a l'ELISAVA, professor d'Història de l'art i l'arquitectura a l'Escola d'Arquitectura Superior de la Universitat Rovira i Virgili, professor del Màster d'Història de l'Escola d'Arquitectura Superior de Barcelona de la Universitat Politècnica de Catalunya i professor de Projectes d'interiorisme a l'escola d'art EDRA de Rubí. Ha publicat textos a Quaderns d'Arquitectura i Urbanisme, Nativa, Mondosonoro, Lateral i el 2009 va traduir al castellà el llibre Vivir en lo oblicuo de Claude Parent per a l'editorial Gustavo Gili.

## Obra publicada
- 2009: Vivir en lo oblicuo (trad) editorial Gustavo Gili
- 2011: Lluís XIV vestit de rei: l'escapçament del cos místic. Publicaciones URV. ISBN 978-84-8424-166-9.
- 2014: La máquina Versalles (Torcuato Di Tella)
- 2015: Desplazamiento y ruina (ETSAM)
- 2016: Cultura en tensión: seis propuestas para reapropiarnos de la cultura. Raig Verd. ISBN 978-84-16689-00-2.[3]